# Nikolaï Chpikovski
Nikolaï Chpikovski (en russe : Николай Григорьевич Шпиковский, en ukrainien : Микола Григорович Шпиковський), né le 25 août 1897 à Kiev et mort le 3 décembre 1977 à Moscou, est un réalisateur et scénariste d'Ukraine soviétique.

## Carrière
De 1923 à 1925, il était collaborateur aux revues Kinogazeta qui devint Écran soviétique.
Deux des films auquel il a travaillé sont au palmarès des cent meilleurs films ukrainiens : Khlib et L'Arriviste.
Il est enterré au cimetière Vagankovo.